# T-15
 (janvier 2006).
Améliorez-le ou discutez des points à vérifier. 
Ne doit pas être confondu avec T15.

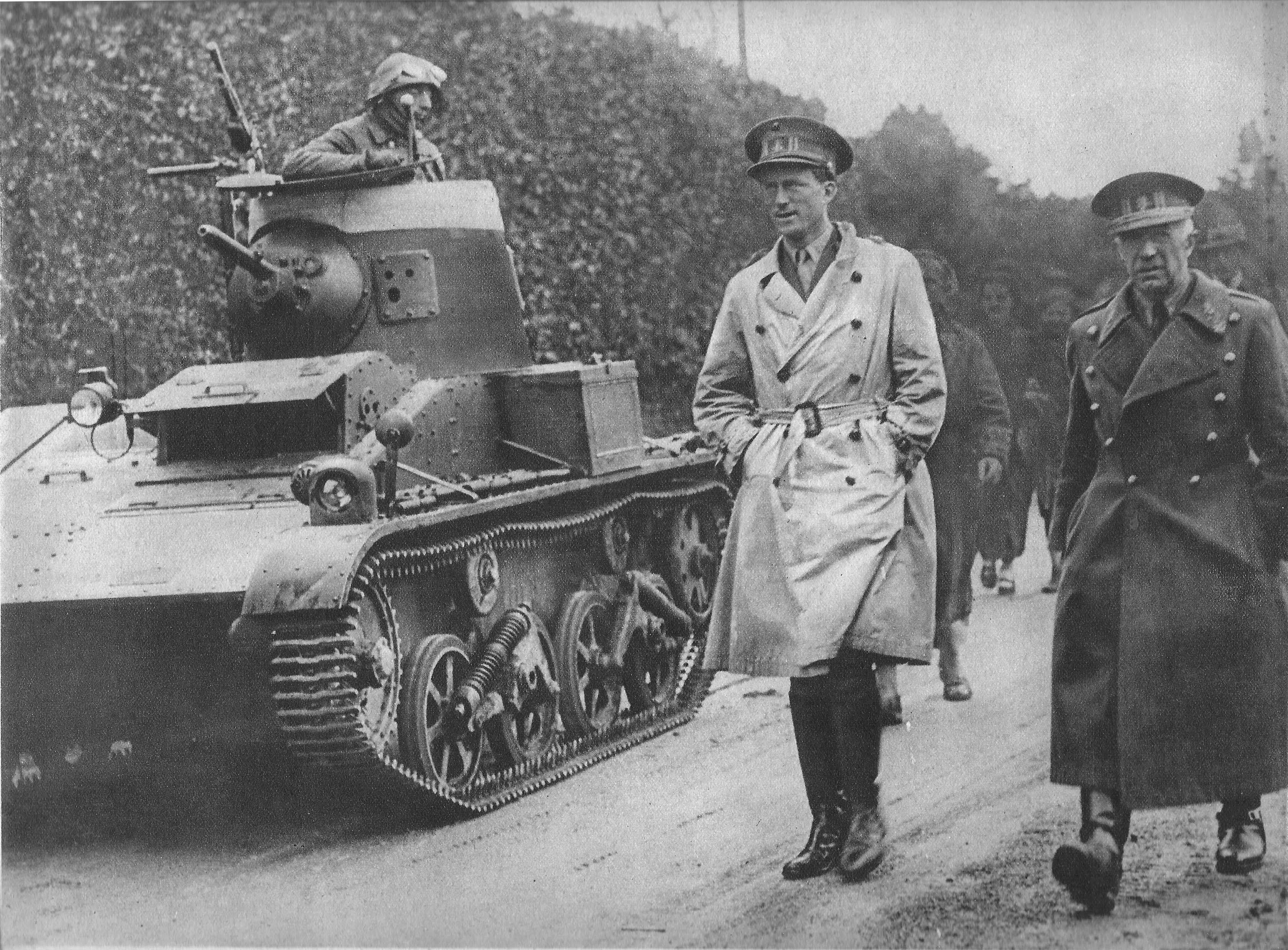
T-15 passée en revue par le roi Léopold III en 1940.

L'autoblindée mitrailleuse ou char léger T-15 est la version belge du Vickers Light tank MkIII d'origine britannique, doté d'une tourelle fabriquée et armée en Belgique.
L'armée belge possédait [Quand ?] 42 T-15 livrés en 1935. 
Un chasseur de chars armé d'un canon de 47 mm AC, le T-13, basé sur un châssis proche, était également en service dans l'armée belge en 1940.

## Fiche technique
- Masse : 6 tonnes.
- Équipage : 2 hommes.
- Armement : une mitrailleuse Hotchkiss de 13,2 mm dans la tourelle.

## Le T-15 dans les unités militaires belges

### Source officielle
- 3 dans la 1re division de Chasseurs ardennais.
- 3 dans la 2e division de Chasseurs ardennais.
- 18 dans la 1re division de Cavalerie (6 par régiment).
- 18 dans la 2e division de Cavalerie (6 par régiment).

### Autres sources
- 16 dans la 1re division de Cavalerie :
  - 4 dans le 1er régiment de Guides ;
  - 6 dans le 2e régiment de Lanciers ;
  - 6 dans le 3e régiment de Lanciers.
- 16 dans la 2e division de Cavalerie :
  - 6 dans le 1er régiment de Lanciers ;
  - 6 dans le 2e régiment de Chasseurs à Cheval ;
  - 4 dans le 1er régiment de chasseurs à cheval.
- 9 dans la 1re division de Chasseurs Ardennais: 9 (3 par régiment).
- 1 dans l'École de conducteurs de Borsbeek-Anvers.

## Culture populaire
Dans l'anime Girls und Panzer, l'école Waffle possède des T-15.

## Sources et références
- (fr) Buffetaut, Yves. Blitzkrieg à l'Ouest. Belgique et Nord, 1940. Histoire & Collections. Paris, 1993.
- (en) Zaloga, Steven J. Blitzkrieg. Arms and Armour Press. London, 1991.
- (en) Tanks. Armoured warfare prior to 1946.
- (en) Axis History Factbook. Belgian Army 10 May 1940.